# Tigres de papel
Tigres de papel (lit. ‘Tigres de paper’) és una pel·lícula espanyola de 1977 dirigida per Fernando Colomo, autor també del guió. El primer llargmetratge del director, es tracta d'una pel·lícula de baix pressupost rodada en 20 dies però que assolí un gran èxit comercial, i fins i tot fou presentada fora de concurs, a la secció Nous Creadors, al Festival Internacional de Cinema de Sant Sebastià. No té cap connotació política tot i el títol. Suposà el debut en un llargmetratge de l'actriu Carmen Maura i és considerada una de les pel·lícules més representatives de la transició espanyola.

## Sinopsi
A Madrid, durant les eleccions generals espanyoles de 1977, Carmen i Juan són un matrimoni progre separat amb un fill de 4 anys que tot i això mantenen una relació força estreta. Mostra les limitacions i misèries de la petita burgesia progressista.

## Repartiment
- Miguel Arribas com a Alberto
- Carmen Maura com a Carmen
- Joaquín Hinojosa com a Juan
- Pedro Díez del Corral com a Nacho
- Concha Grégori com a María
- Félix Rotaeta com a Cristobal Montoto
- Juan Lombardero com a Miguel
- Emma Cohen com veïna

## Premis
Medalles del Cercle d'Escriptors Cinematogràfics
| Any  | Categoria       | Nominat                        | Resultat  |
| ---- | --------------- | ------------------------------ | --------- |
| 1977 | Millor actor    | Joaquín Hinojosa               | Guanyador |
| 1977 | Millor guió     | Fernando Colomo                | Guanyador |
| 1977 | Premi revelació | Fernando Colomo Miguel Arribas | Guanyador |

Premis Sant Jordi de Cinematografia
| Any  | Premi             | Resultat   |
| ---- | ----------------- | ---------- |
| 1978 | Millor pel·lícula | Guanyadora |